# Oberleibnig
Oberleibnig ist eine Fraktion der Gemeinde St. Johann im Walde in Osttirol. Das Dorf liegt auf der östlichen Seite des Iseltals in 1244 m Höhe, rund 500 m über dem Talboden und ist von der Felbertauern Straße über die Ortsteile Oblassberg und Gwabl (Gemeinde Ainet) erreichbar. Von St. Johann führt eine auch für den Personenverkehr zugelassene Materialseilbahn nach Oberleibnig. Auf einem vorgeschobenen, gegen das Tal hin steil abfallenden Felsen südlich des Dorfes befindet sich die denkmalgeschützte Kapelle Maria Schnee aus dem 17. Jahrhundert.
Der Hausberg von Oberleibnig ist das Leibniger Tor mit einer Höhe von 2515 Metern.